# 야나기사와 사토유키
야나기사와 사토유키(일본어: 柳沢里之)는 에도 시대 중기에서 후기까지 활동했던 후다이 다이묘로, 에치고 미쓰카이치번의 제4대 번주이다.
호레키 8년(1758년) 1월 13일, 야마토국 고리야마 번주 야나기사와 노부토키의 다섯째 아들로 태어났다. 덴메이 2년(1782년) 3월 10일, 3대 번주인 야나기사와 노부아키의 사망으로, 그의 말기 양자가 되어 가독을 이어 미쓰카이치 번의 4대 번주가 되었다.
분카 원년(1804년) 7월 24일에 47세로 사망하였고, 맏아들 사토요가 그 뒤를 이었다.
| 전임 야나기사와 노부아키 | 제4대 미쓰카이치번 번주 1782년 ~ 1804년 | 후임 야나기사와 사토요 |